# 觀音坡摩崖造像
觀音坡摩崖造像位於重慶市大足区北山觀音坡，又名观音岩，在佛湾以西一公里，造像岩面长34米，高6米，坐北朝南，龛窟呈东西排列，共42龛，主要镌造于前蜀、后蜀及宋代，主要有地藏菩萨与引路王菩萨、如意轮观音、千手观音等。现存有四则宋代铭文以及雕刻工匠名字。1961年3月4日作為北山摩崖造像的附屬項目列為第一批全國重點文物保護單位。2000年9月7日列為第一批重慶市文物保護單位。

## 代表龛窟
观音坡摩崖造像代表龛主要有三：
- 第1号龛，平顶，高1.5米，宽1.0米，深0.7米，正壁左刻地藏，右刻引路王菩萨。风化严重。
- 第25号释迦佛龛，平顶，宋代，高1.8米，宽2.0米，深0.6米，正壁释迦佛趺坐莲座上，两旁侍立2僧、2弟子。
- 第40号释迦佛龛，平顶，宋代，高1.6米，宽1.6米，深0.6米，正壁刻释迦佛坐像，两旁各坐一菩萨。